# 齿牙毛蕨
齿牙毛蕨（学名：Cyclosorus dentatus）为金星蕨科毛蕨属下的一个种。